# De koning van de gouden berg
De koning van de gouden berg is een sprookje uit Kinder- und Hausmärchen, de verzameling van de gebroeders Grimm, met als nummer KHM92. De oorspronkelijke naam is Der König vom goldenen Berg.

## Het verhaal
Een koopman heeft twee kinderen, een jongen en een meisje. Op een dag vergaan zijn schepen en zijn hele vermogen is weg. Hij heeft nog een akker buiten de stad en als hij daarheen loopt, komt hij een klein zwart mannetje tegen. De koopman vertelt zijn verhaal. Als hij belooft over twaalf jaar het eerste te geven waar hij zijn been tegen stoot als hij thuis is, zal het mannetje hem helpen. De man denkt aan zijn hond en thuis komt zijn kleine jongen naar hem toe en pakt zijn been vast. Een maand later gaat de man naar zolder om oud tin te pakken en ziet dat er een berg geld ligt. Hij wordt een groot koopman en de jongen groeit op. De vader wordt bang en vertelt na lang aandringen wat er aan de hand is.
De jongen vertelt dat de Zwarte Man geen macht over hem heeft. De jongen laat zich zegenen en gaat met zijn vader naar de akker als hij twaalf is. Hij trekt een cirkel rond hen en als het zwarte mannetje komt, zegt de jongen dat hij de verklaring van zijn vader terug moet geven omdat hij hem verleid heeft. De jongen behoort niet tot de Grote Vijand en ook niet meer tot zijn vader, hij moet in een bootje in een snelstromende rivier plaatsnemen. De vader moet hem met zijn voet afduwen en het bootje slaat om. De vader gaat bedroefd naar huis en denkt dat zijn zoon gestorven is.
De jongen komt echter ongedeerd aan bij een oever en ziet een mooi kasteel, alles is betoverd. In een kamer ziet hij een betoverde jonkvrouw als slang. Ze vertelt dat er twaalf zwarte mannen komen als het nacht is. Als ze iets vragen, mag hij geen antwoord geven. Ze zullen hem mishandelen, maar hij mag geen geluid maken en alles stilletjes ondergaan. De volgende nacht zullen twaalf anderen komen en de nacht daarop vierentwintig. Ze zullen zijn hoofd afhakken, maar om twaalf uur is hun macht voorbij en zal de jonkvrouw verlost zijn. Ze heeft levenswater en zal hem weer gezond maken. Het plan lukt en er wordt bruiloft gevierd.

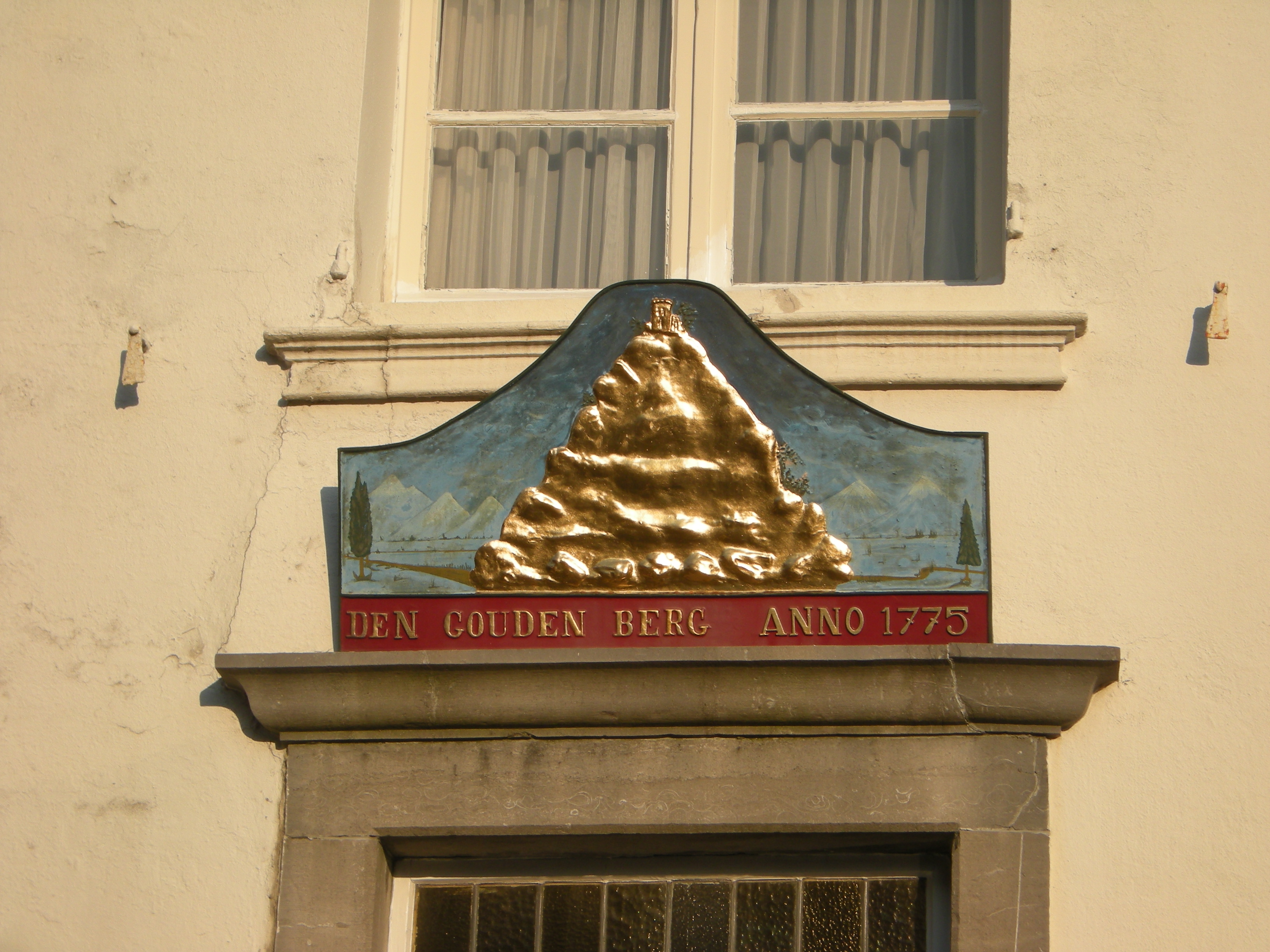
Gevelsteen van herberg Den Gouden Berg

De koningin bevalt van een mooi jongetje en als er acht jaren voorbij zijn, moet de jongen aan zijn vader denken. De koningin geeft hem een wensring mee en deze zal hem naar elke plek brengen als hij dat wenst. Hij moet alleen beloven haar niet naar zijn vader te wensen. Hij wenst zich naar zijn stad en ruilt kleding met een herder, als blijkt dat hij met zijn vreemde kleding niet toegelaten wordt. Zijn vader herkent hem niet en zegt dat zijn zoon dood is. Hij geeft de herder wel eten en de jongen laat zijn wijnvlek zien, waarna zijn ouders het verhaal toch geloven. Hij vertelt dan koning van de gouden berg te zijn, maar dat geloven ze niet omdat hij herderskleding draagt.
De jongen wordt boos en draait aan de ring, waarna de koningin en zijn zoon verschijnen. De koningin is erg teleurgesteld en verdrietig omdat hij zijn belofte gebroken heeft. Ze gaan naar de rivier en in het bootje valt de koning in slaap, de koningin haalt de ring van zijn vinger en doet haar muiltje uit. Ze gaat weg en neemt het kind mee naar huis. De jongen kan niet terug naar huis, omdat zijn ouders zouden denken dat hij een heksenmeester is. Hij vlucht en op weg naar zijn rijk ontmoet hij drie reuzen die ruziën over een erfenis. De jongen wil de degen, mantel en laarzen proberen.
Onzichtbaar en als vlieg bewijst hij dat de mantel werkt. Hij hakt met het zwaard een boom doormidden en dan krijgt hij ook de laarzen. Dan wenst hij zich op de gouden berg en de reuzen zien hun erfenis verdwijnen. Hij hoort muziek en de mensen vertellen dat zijn vrouw bruiloft viert met een ander. Onzichtbaar gaat hij het kasteel in en gaat achter de koningin staan. Hij eet haar eten en drinkt haar drinken en de koningin gaat na een tijdje huilend naar haar kamer. De koning slaat haar in het gezicht en maakt zich zichtbaar. Hij roept de gasten toe dat de ware koning is gekomen en het feest afgelopen is. Maar iedereen lacht hem uit en als ze hem proberen te vangen, hakt hij hun hoofden af. Hij is weer koning op de gouden berg.

## Achtergronden bij het verhaal
- Het sprookje werd verteld door een soldaat.
- Het verhaal is verwant met de Siegfried-sage en met verhalen uit China en Voor-Indië, Arabische verhalen en middeleeuwse romanpoëzie uit Europa.
- Reuzen die om een erfenis vechten, komen ook voor in De raaf (KHM93), De trommelslager (KHM193) en De kristallen bol (KHM197).
- Het teruggaan naar vader is in sprookjes een moment van gevaar voor die persoon.
- De overhaaste belofte komt ook voor in het Bijbelverhaal over Jefta (Richteren 11), Het meisje zonder handen (KHM31), De zingende springende leeuwerik (KHM88), Hans-mijn-egel (KHM108), De waternimf in de vijver (KHM181), De drie groene twijgen (KHM206) en in "Het meisje zonder handen" uit Sprookjes uit de Lage landen.
- Drie toverdingen komen ook voor in Tafeltje dek je, ezeltje strek je en knuppel uit de zak (KHM36), De gouden gans (KHM64), De raaf (KHM93), De jood in de doornstruik (KHM110), De ijzeren kachel (KHM127), De waternimf in de vijver (KHM181) en Het klosje, de schietspoel en de naald (KHM188).
- De laarzen doen denken aan zevenmijlslaarzen.
- Een glazen berg komt ook voor in De raaf (KHM93), De ijzeren kachel (KHM127), De drie zwarte prinsessen (KHM137), De trommelslager (KHM193), De oude Rinkrank (KHM196), De kristallen bol (KHM197) en het vervallen sprookje KHM59a.
- Al in de Griekse mythologie kwamen voorwerpen voor waarmee onzichtbaarheid kan worden bereikt (de helm van Hades, enkele versies van verhalen over Perseus die - met de helm van Athena - Medusa verslaat). In de Noordse (huliðshjálmr van de Noorse dwergen en Fafnirs helm) en Welshe mythologie (Caswallawn) komt een onzichtbaarheidsmantel voor. Ook in de verhalen over Harry Potter komt een onzichtbaarheidsmantel voor. Zie ook Aegis (mythologie) en het sprookje De raaf (KHM93).
- Het achterblijven van een muiltje komt ook voor in Assepoester (KHM21).